# Prutník
Prutník je pozemek, na kterém se pěstují vrby vhodné k získávání proutí. Ke zřízení prutníku se zpravidla využívají málo úrodná pole, často na březích řek. Pruty se sklízejí na podzim či v zimě a využívají se v košíkářství.